# Luigi Moretti (político)
Luigi Moretti (6 de Junho de 1944) é um político italiano, expoente da Liga Lombarda e da Liga do Norte e ex-parlamentar europeu.
Luigi Moretti começou a sua carreira de deputado europeu nas eleições de 1989.